# Шарипов, Исмат
Исмат Шарипов (1915 — 6 марта 1945) — советский военнослужащий, красноармеец Рабоче-крестьянской Красной Армии, участник Великой Отечественной войны, Герой Советского Союза (13 сентября 1944 года).

## Биография
Родился в 1915 году в кишлаке Этарка ныне Дангаринского района Кулябской области Таджикистана в семье крестьянина. Таджик.
Образование начальное. Работал в колхозе. В действующей армии с февраля 1944 года.
Стрелок 2-го стрелкового батальона 861-го стрелкового полка (294-я стрелковая дивизия, 52-я армия, 2-й Украинский фронт) красноармеец Шарипов в районе села Дмитрушки (Уманский район Черкасской области) 9 марта 1944 года под огнём противника подполз к двум вражеским станковым пулемётам, мешавшим продвижению взвода, и гранатами уничтожил их расчёты. В этот же день в уличных боях в городе Умань подорвал 3 вражеские автомашины с боеприпасами и уничтожил свыше десятка гитлеровцев.
Погиб 4 марта 1945 года. Похоронен на братском воинском кладбище в городе Добеле в Латвии.

## Награды
- Герой Советского Союза (13 сентября 1944 года);
- орден Ленина (13 сентября 1944 года);
- медаль.